# Neomilichia hylea
Neomilichia hylea är en fjärilsart som beskrevs av Stoll 1782. Neomilichia hylea ingår i släktet Neomilichia och familjen nattflyn. Inga underarter finns listade i Catalogue of Life.

## Bildgalleri

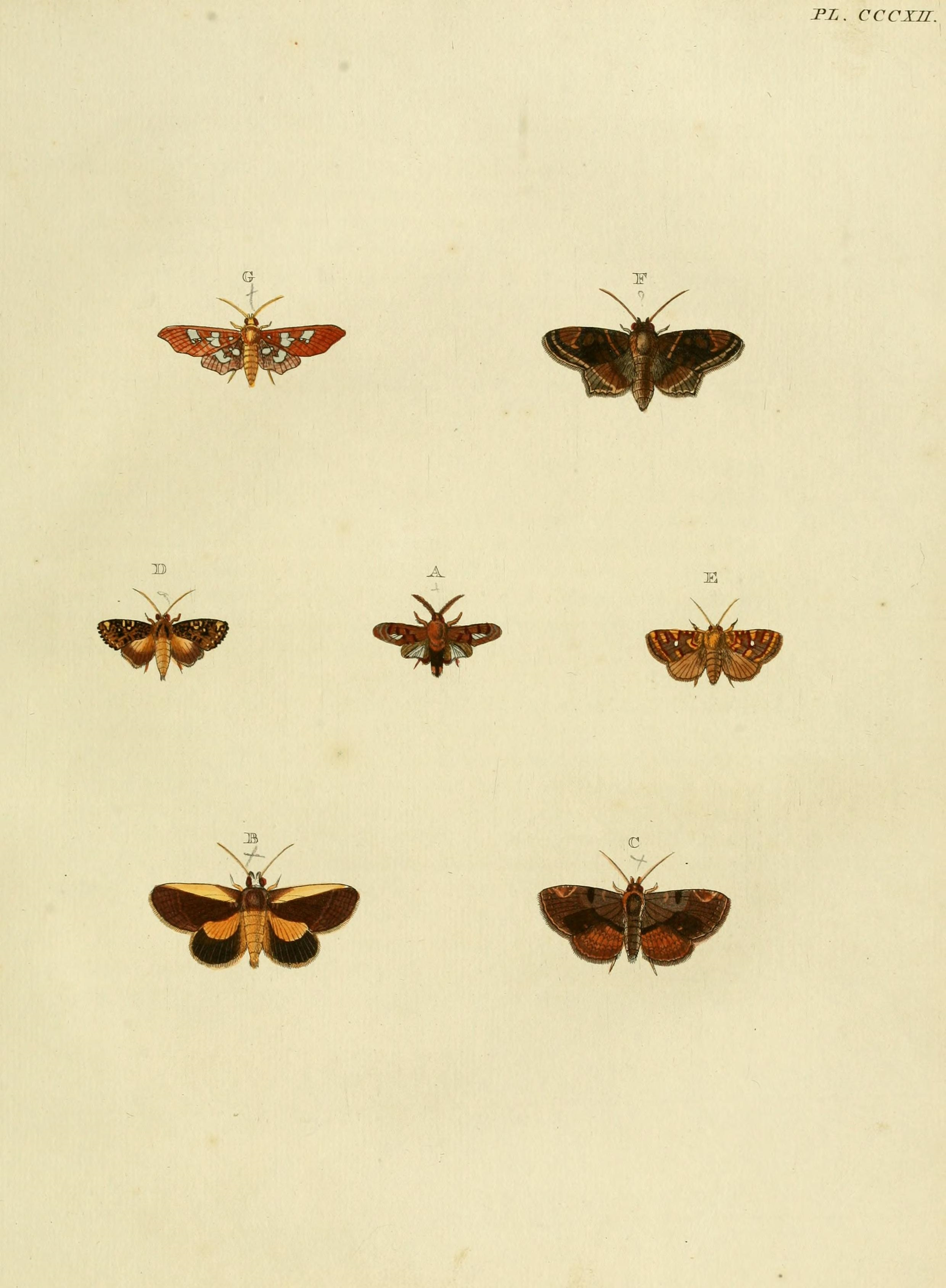